# Liberación de París
La liberación de París durante la Segunda Guerra Mundial consistió en la entrada de los aliados a París, en agosto de 1944. La batalla comenzó con una sublevación de la Resistencia francesa en la ciudad, a la que poco después se unieron elementos de la 2.ª División Blindada francesa (encuadrada en el Tercer Ejército estadounidense y conocida como División Leclerc) y, en mucha menor medida, de la 4.ª División de Infantería estadounidense.
En esta batalla participaron activamente españoles republicanos exiliados, tanto en las filas de la Resistencia como entre las tropas de la 2.ª División Blindada francesa, en papeles destacados, hasta el punto de que las primeras unidades militares aliadas que entraron en París estaban compuestas por antiguos miembros del Ejército Popular Republicano. Se hallaba al frente de las mismas Amado Granell, quien por entonces era teniente del Ejército francés, siendo igualmente antiguo mayor de Milicias del Ejército Popular Republicano, en el que había mandado una Brigada Mixta.
Una de las principales consecuencias políticas de la Liberación de París fue la desaparición efectiva del régimen de Vichy y el reconocimiento del Gobierno Provisional de la República Francesa, encabezado por el general Charles de Gaulle, como continuador de la legitimidad histórica y política de Francia. De Gaulle se consolidó como una figura clave en la reconstrucción del país, dejando de lado las propuestas de las potencias aliadas de considerar a otros líderes militares o políticos franceses como posibles interlocutores. La participación de la unidad conocida como "La Nueve", compuesta mayoritariamente por republicanos españoles exiliados, no fue reconocida oficialmente hasta 1980, cuando Francia les rindió homenaje por su papel en la liberación de la capital. En un primer momento, esta contribución no se destacó con el objetivo de mantener el relato de que París había sido liberada por fuerzas francesas, aunque en realidad muchos de sus protagonistas eran exiliados que compartían la lucha contra el fascismo.

## Contexto
El desembarco en las playas de Normandía del 6 de junio de 1944 dio inicio a la batalla de Normandía, cuyo resultado favorable para los ejércitos de los Aliados posibilitó su avance hacia el este de Francia con el objetivo de alcanzar la línea del río Rin y, posteriormente, penetrar en el propio territorio del Tercer Reich como manera más rápida de poner fin a la guerra. Aunque se realizó otro movimiento de avance hacia Bretaña, para lograr controlar los puertos del canal de la Mancha, no se avanzó hacia el sur del país.
Sin embargo, tomar la ciudad de París suponía un doble problema para los Aliados, en primer lugar desde el punto de vista militar y el segundo lugar desde el punto de vista logístico, sin olvidar las previsibles consecuencias políticas.
Por lo que respecta al aspecto militar, entre los mandos Aliados, incluyendo a Dwight D. Eisenhower, se consideraba preferible el avance directo de las tropas aliadas hacia la frontera alemana en el Rin, sin desviarse para proceder a la liberación de París, aprovechándose de las graves pérdidas sufridas por la Wehrmacht durante las últimas fases de la batalla en Normandía y la situación de retirada en que se hallaban los restos dispersos de sus unidades. Se apunta que los estadounidenses habían iniciado una carrera con los soviéticos cuya meta era Berlín, la capital de la Alemania nazi, y que el desvío para tomar París podía comprometer el éxito en esa empresa.

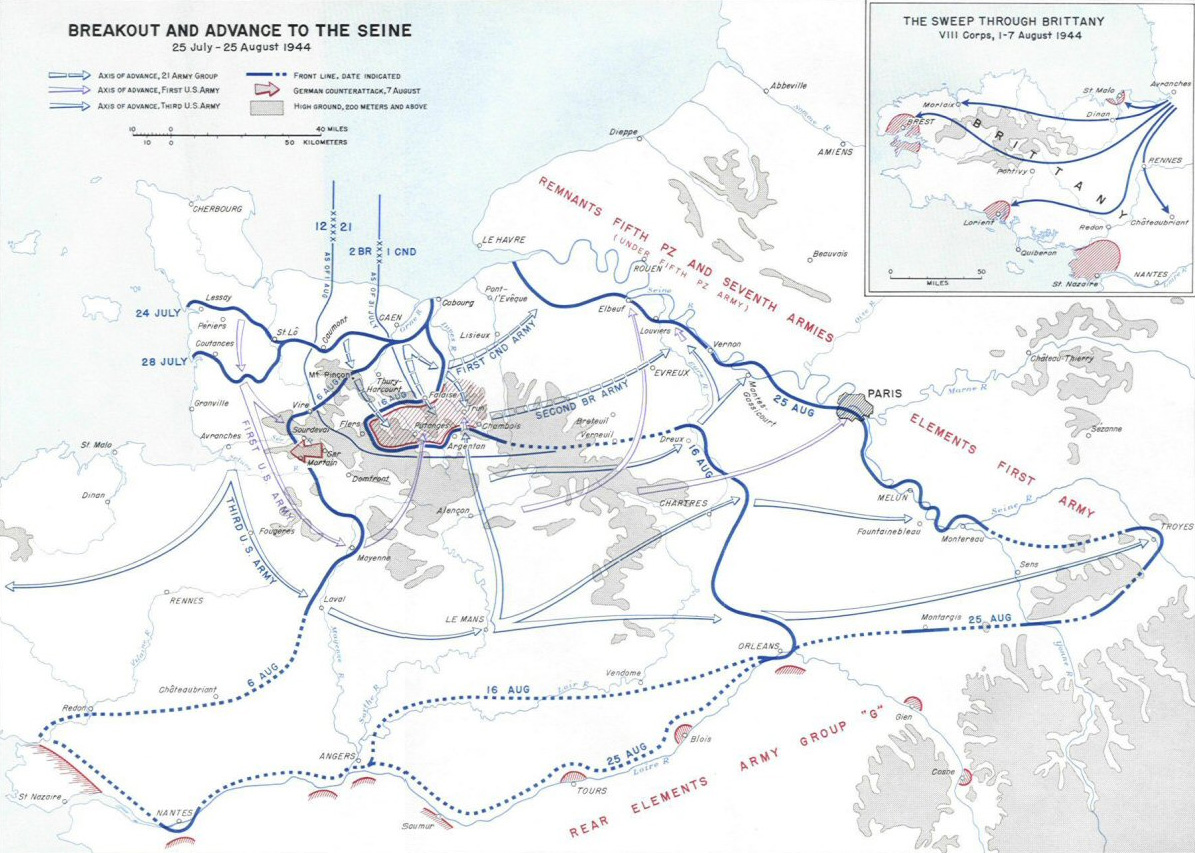
Mapa de las operaciones militares desde el desembarco en Normandía hasta la Liberación de París.

Por lo que se refiere a aspecto logístico, el alto número de habitantes de la capital francesa, que suponía un alto número de bocas que alimentar (5 millones de personas), era una importante carga para el tráfico de suministros hacia Francia, al menos mientras no se lograse la liberación de algún puerto importante. En esos momentos, ni el puerto de Cherburgo ni el de Brest habían sido tomados por los Aliados (véase batalla de Cherburgo y batalla de Brest), quienes dependían para su abastecimiento de unos medios precarios (puertos Mulberry y oleoductos provisionales). Estos medios resultaban por el momento insuficientes para permitir el despliegue de la totalidad de la potencia militar de los Aliados en el Frente de Europa Occidental.
Por último, una de las pretensiones fundamentales del Gobierno provisional de la República Francesa era la de lograr la recuperación de la capital francesa, que debía convertirse en un símbolo del renacimiento de una Francia en pie de igualdad con el resto de los Aliados occidentales en la lucha común contra la Alemania nazi. Sin embargo, los Estados Unidos y el Reino Unido eran reticentes a la concesión de una tan importante baza política al general Charles de Gaulle, y eran partidarios de que el territorio francés quedase bajo el control del AMGOT (Allied Military Government of Occupied Territories o Gobierno Militar Aliado para los Territorios Ocupados), al menos mientras no se aclare el panorama político francés, temiendo la presencia e influencia del Partido Comunista Francés dentro de la Resistencia. Para ello, los anglosajones preferían esperar a la celebración de elecciones libres en el territorio francés en vez de confiar el gobierno de Francia a De Gaulle.
La consecuencia de todo ello fue que los generales estadounidenses Eisenhower y Omar Bradley, que en la segunda y la tercera semanas de agosto se hallaban ocupados por los combates de la bolsa de Falaise, tenían la intención de, una vez concluida dicha batalla, dar un rodeo por el norte a París en vez de entrar en la ciudad. Esa era igualmente la intención del general estadounidense Leonard T. Gerow, el encargado del sector.
En el espíritu de los franceses pesaba también el hecho de que desde el 1 de agosto se había producido una sublevación en la ciudad polaca de Varsovia, con preponderancia de población civil, y que esperaban que tuviese éxito en espera de la llegada del Ejército Rojo a la ciudad. Análogamente, en el caso de producirse una insurrección en París necesariamente se daba por hecho que los Aliados intervendrían rápidamente para liberar la ciudad de sus ocupantes alemanes y evitar represalias contra la población civil francesa y contra la propia ciudad de París.
Por todo ello, los franceses encargaron al general Pierre Koenig, que había sido recientemente nombrado jefe del Estado Mayor de las Fuerzas Francesas del Interior (FFI), que preparase una insurrección en París, con el fin de evitar el futuro establecimiento en Francia del Allied Military Government of Occupied Territories (AMGOT). Era el momento oportuno, porque en la ciudad estadounidense de Charlottesville, en Virginia, ya se estaba formando al futuro personal del AMGOT para Francia. Ciertamente Charles De Gaulle ya había visitado la Normandía recién liberada en el mes de julio y había dejado allí a dos representantes de la Resistencia para hacerse cargo de la administración civil en la zona, lo cual impidió tácitamente que militares estadounidenses asumieran dichas funciones. Aun así, el gobierno provisional de Francia consideraba que la liberación de París era fundamental para establecer un verdadero gobierno francés capaz de anular todo intento de establecer un «gobierno militar aliado» sobre Francia.

## Situación estratégica de Alemania
Las órdenes impartidas por Hitler prescribían la destrucción de los puentes y de los monumentos existentes en París, así como la represión despiadada de cualquier resistencia por parte de la población, ordenando combatir en París hasta el último hombre para crear un «Stalingrado» en el Frente Occidental que inmovilizase en esa lucha a varias divisiones de los Aliados. En definitiva, Hitler exigía:

Es preciso que París no caiga en manos del enemigo, si no es convertido en un montón de ruinas.

Hitler transmitió sus instrucciones el 7 de agosto en la Guarida del Lobo a Dietrich von Choltitz, recién nombrado comandante del Gran París (Gross-Paris) en sustitución de Hans von Boineburg-Lengsfeld. Sin embargo, cuando Choltitz llegó a París el día 9 y se reunió con Boineburg y su jefe de Estado Mayor, Karl von Unger, para transmitirles sus órdenes, ambos le respondieron que la destrucción de París sería un acto inútil. Como muchos otros oficiales de la guarnición de París, Boineburg y Unger eran miembros de la oposición del Ejército que había estado implicada en la conspiración de julio y consiguieron convencer con rapidez a Choltitz, pese a que este había sido hasta entonces leal a Hitler y los nazis, e incluso no había dudado en colaborar en matanzas de judíos durante su servicio en el frente oriental. Finalmente Choltitz no mostró ninguna prisa en cumplir sus instrucciones, sabiendo que aunque sobre el papel contaba con unos 20 000 soldados, estos hombres estaban mal equipados para la lucha y pertenecían a unidades desconectadas del combate (unidades administrativas, sanitarias, o de transporte, por ejemplo) dotadas de un débil valor combativo. Ciertamente Von Choltitz contaba con 80 carros de combate, pero algunos eran botín de guerra de la batalla de Francia del verano de 1940 (como algunos obsoletos Renault FT-17) y no podrían enfrentarse seriamente a un ataque de los estadounidenses, lo mismo que sucedía con la artillería de que disponía. Las mejores tropas de la Wehrmacht ya estaban comprometidas en los frentes de combate del norte de Francia y era muy difícil que se pudiesen distraer para reforzar la guarnición de París.
No obstante, Von Choltitz, con la complicidad de otros miembros del alto mando de la Wehrmacht, como el general Hans Speidel, enmascaró sus intenciones ante Hitler, afirmando:

Haré saltar la Torre Eiffel cuyas viguetas de hierro obstruirán el acceso a los puentes que habré igualmente destruido.

## Insurrección popular
La Resistencia parisina estaba dirigida por el comunista Henri Rol-Tanguy, jefe de las FFI en la Isla de Francia desde su puesto de mando emplazado bajo la plaza de Denfert-Rochereau, y por el delegado militar gaullista Jacques Chaban-Delmas. Se hallaba pobremente equipada y ni siquiera contaba con enlaces radiofónicos con el exterior, pero se mostró entusiasta y rodeó rápidamente los núcleos de resistencia de los alemanes. El ocupante se puso de inmediato en posición defensiva, a la vez que se ordenó a una división de las SS que se pusiese en camino hacia París para reforzar allí a las unidades de la Wehrmacht que ya se hallaban desplegadas en la ciudad. El motivo de enviar una unidad de las SS era, presumiblemente, que cumpliría fielmente los deseos de Adolf Hitler tendientes a la completa destrucción de la ciudad.
Tras el anuncio del rápido avance de las tropas de los Aliados hacia París, los trabajadores del metro, así como la Gendarmería Nacional se sublevaron el 13 de agosto, seguidos por la Policía a partir del 15, y de los carteros el día 16. El mismo 16 de agosto, el coronel Rol-Tanguy ordenó la requisa de los vehículos de la ciudad para proceder a blindarlos para la lucha, al tiempo que regresaba de Londres Chaban-Delmas con órdenes del general Koenig de frenar la revuelta, ya que los Aliados todavía planeaban la ocupación de París a primeros de septiembre. Sin embargo, los gaullistas no podían dejar la iniciativa en manos de los comunistas y no se opusieron a Rol-Tanguy cuando propuso intensificar la lucha en una reunión del Consejo Nacional de la Resistencia celebrada el 17 de agosto, día que acabaría siendo conocido como el de la grande fuite des Fritz («la gran huida de los alemanes»), ya que estos, conocedores de que no podrían controlar la situación durante mucho tiempo más, comenzaron la evacuación y largas caravanas de coches abandonaban la ciudad.
Cuando el 18 de agosto se declaró una huelga general en la ciudad, convocada por el Partido Comunista Francés, se les unieron muchos obreros de la misma. Se levantaron barricadas, dificultando así los desplazamientos de los vehículos alemanes, a la vez que las escaramuzas con las tropas alemanas de ocupación empezaron a ser frecuentes y con cierta virulencia en los días siguientes, alcanzando el máximo nivel el 22. Por otra parte, se produjeron combates de importancia en la Prefectura de Policía de París, que fue tomada por los sublevados el 18.
El 20 de agosto, el mando de la Resistencia en París se instaló en un subterráneo en el centro de la ciudad, a la vez que Alexandre Parodi inicia la formación de un órgano centralizado de gobierno, planificando la toma de los distintos ministerios.
Se acordó una tregua, a propuesta de Raoul Nordling, cónsul de Suecia, que fue aprovechada por ambas partes: los alemanes para iniciar la evacuación de la ciudad, la Resistencia para reforzar sus posiciones. Mientras tanto, el 23, Dietrich von Choltitz recibió la orden de Adolf Hitler de destruir la ciudad. En la tregua, se pactaba un combate de honor para salvaguardar las apariencias y evitando así que Hitler acusara a sus oficiales de ordenar la retirada sin luchar; después de ello von Choltitz se comprometía a que sus tropas abandonasen la ciudad y a la rendición de los responsables militares alemanes, acuerdo al que se oponían los comunistas franceses, liderados por Rol-Tanguy.
Por otra parte, junto a los acontecimientos que se sucedían en el centro de la ciudad, a las afueras de la misma se producían escaramuzas y emboscadas, preparadas por resistentes y partisanos.
Los insurrectos, escasos de municiones, no hubiesen podido mantener mucho tiempo la resistencia ante los alemanes. Sin embargo, habida cuenta de la situación desesperada en que se encontraban, y tras obtener la aprobación del general Charles de Gaulle, quien pensaba que solo la división de Leclerc debía tener la gloria de haber liberado París, el general Leclerc forzó la situación ante los Aliados al dar la orden de avance hacia París (contra las órdenes de su superiores estadounidenses) a los elementos de vanguardia y reconocimiento de la 2.ª División Blindada del ejército francés, entre los que destacaba la 9.ª Compañía de Reconocimiento, al mando del capitán Raymond Dronne, conocida como La Nueve y formada casi exclusivamente por españoles antiguos componentes del Ejército Popular Republicano, que igualmente eran una parte importante de los efectivos de la División; el batallón del 2.º Regimiento de Marcha del Chad en el que se integraba La Nueve estaba al mando de Joseph Putz, un voluntario de las Brigadas Internacionales en la guerra civil española.
El general estadounidense Leonard T. Gerow, quien era el superior jerárquico de Leclerc dentro del 1.er Ejército estadounidense, estaba furioso considerando el incidente como una auténtica insubordinación de los franceses. Mientras tanto, Leclerc, descontento con el ritmo lento del avance, ordenó al capitán Dronne:

Es necesario no cumplir órdenes idiotas [...] Dronne, vaya derecho a París, entre en París.

Según el español Jesús Abenza, Leclerc añadió:

Soldados de la Francia libre o combatientes extranjeros por la libertad de Francia. Vuestra División, que se ha cubierto de gloria en miles de acciones, debe ser la primera en entrar a París. Porque sé que no retrocederéis y que tendréis en alta estima el honor de la División y el honor de las Fuerzas francesas libres, os doy la orden, a vosotros, la 9.ª compañía de voluntarios extranjeros, de ir a la cabeza de las fuerzas y de ser los primeros en liberar París.

Antony Beevor narra la conversación entre Leclerc y Dronne de modo ligeramente diferente en las formas:

LECLERC: ¡Dronne! ¿Qué diablos está usted haciendo aquí?
DRONNE: Mi general, estoy siguiendo órdenes de replegarme.
LECLERC: No, Dronne, diríjase a París y entre en la ciudad. No deje que nada lo detenga. Tome la ruta que quiera y diga a los parisinos y a los miembros de la Resistencia que no pierdan las esperanzas: mañana por la mañana estará con ellos la División al completo.

Dwight D. Eisenhower, jefe supremo de las tropas de los Aliados en Francia, dudaba de poder frenar a los franceses y acabó por rendirse a la evidencia, enviando en apoyo de su avance a la 4.ª División de Infantería estadounidense, no solo para no dejar a los franceses en solitario la carga del ataque, sino también para obtener los beneficios propagandísticos y políticos de haber contribuido a la liberación de la capital francesa.
El 21 de agosto, el Comité Parisino de Liberación de la Resistencia francesa lanzó el siguiente llamamiento:

Parisinos
La insurrección del pueblo de París ya ha liberado a numerosos edificios públicos de la capital. Ya hemos obtenido así una primera gran victoria.
La lucha continúa. Debe proseguir hasta que el enemigo sea expulsado de la región parisina.
Más que nunca, todos al combate.
Responded a la orden de movilización general. Uníos a las FFI.
La población debe, por todos los medios, impedir los movimientos del enemigo.
Derribad los árboles, excavad fosos antitanque, levantad barricadas. Es un pueblo victorioso el que recibirá a los Aliados.

## La penetración de la 2.ª División Blindada y La Nueve

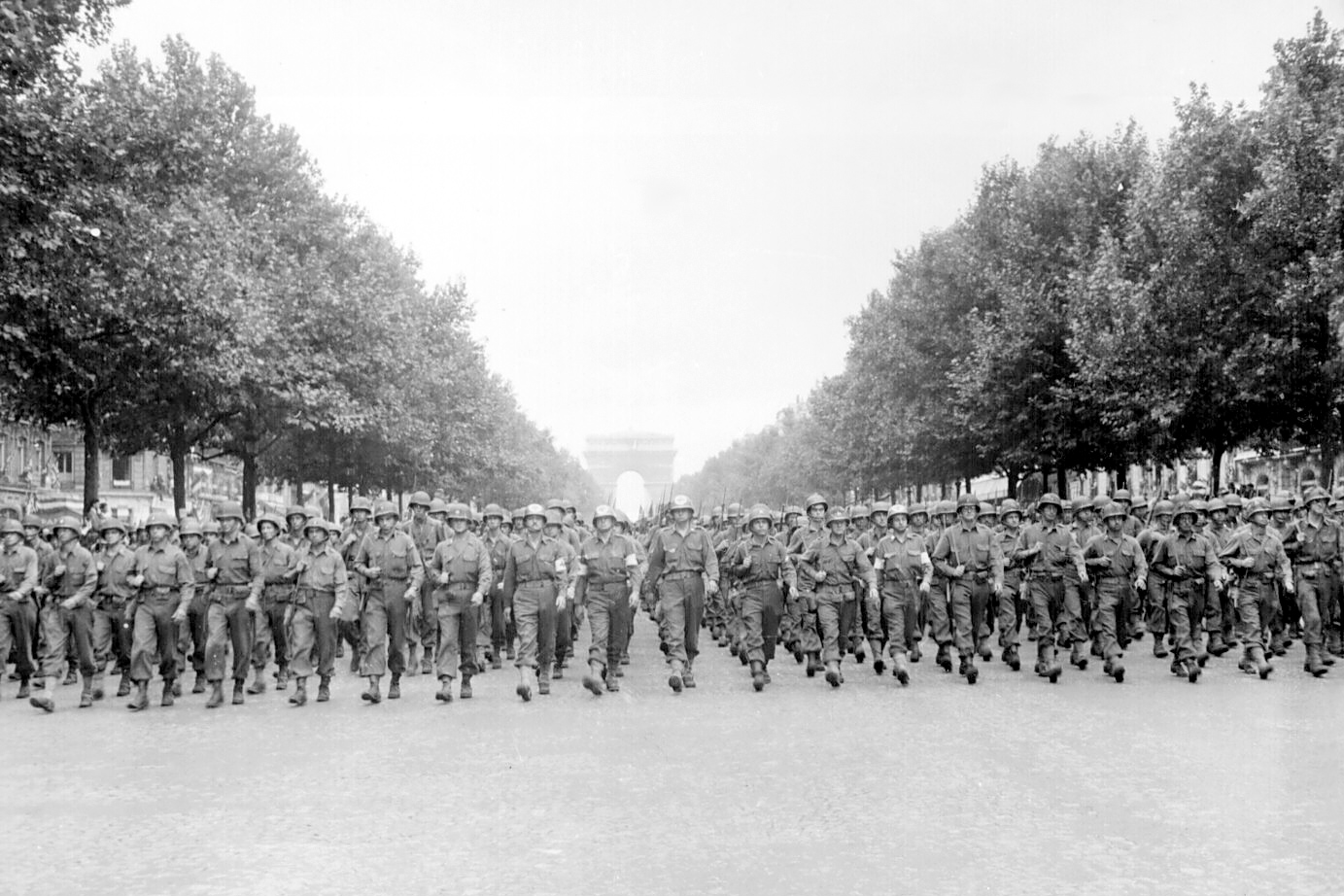
Desfile de las tropas de la 28.ª División de Infantería del Ejército de los Estados Unidos por los Campos Elíseos de París el 29 de agosto de 1944.

Partiendo desde sus posiciones en Argentan, donde la 11.ª División Acorazada británica relevó a la 2.ª División Blindada el 21 de agosto, el ataque francés se hizo sin recibir apoyo aéreo de los aviones aliados, en un avance de 200 km encabezado por La Nueve rodeando por el sur las fuertes posiciones defensivas establecidas por los alemanes al oeste de París, siendo recibidos en medio de una auténtica explosión de júbilo popular en los suburbios, con los ciudadanos franceses celebrándolo en las calles, elemento que contribuía a retrasar el avance de las tropas, entorpecidas por la ocupación de las calles de pueblos y ciudades. Sucedía que, en realidad, hacía ya dos meses que París esperaba a los estadounidenses, a pesar de la propaganda que emitía Radio París afirmando la victoria de la Wehrmacht en la batalla de Normandía («Radio París miente, Radio París es alemana», afirmaban los resistentes); y a menudo tras el enemigo que se batía desordenadamente en retirada por las afueras, se veía ondear la bandera tricolor francesa (junto con la bandera tricolor republicana española) enhiesta en las torretas de los carros de combate M4 Sherman. A la sorpresa inicial le sucedía un indecible orgullo, con lo que las masas ocupaban las calles, se subían a los carros, mientras que las banderas tricolores ondeaban por todas partes y se propagaba el rumor, que lentamente llegaba hasta París: «¡Los franceses, son franceses de Leclerc!».
Amado Granell comentaba:

La población civil se abalanzaba sobre nosotros. Vivas, aplausos, aclamaciones. Siempre besos y siempre flores. Las botellas de buen vino francés se vaciaban sobre nuestras cabezas a manera de bautismo pagano.

Los primeros combates en las afueras de París fueron duros, pero los soldados de la 2.ª División Blindada del ejército francés, que combatían sin dormir desde hacía dos días y dos noches, no pudieron ser frenados por los núcleos de resistencia alemanes.
La fuerte resistencia alemana fue pues aplastada, sin temor del alto número de bajas sufrido por los asaltantes, que veían ya próximo el objetivo de liberar París, con lo que los primeros elementos de la 2.ª DB penetraron en París por la puerta de Orleáns en 25 de agosto de 1944. La Nueve, en cuyas filas formaban 144 soldados españoles, y una de cuyas secciones estaba al mando del teniente Amado Granell Mesado (veterano de la guerra civil española en la que mandó el Batallón de Hierro y la 49.ª Brigada Mixta del Ejército del Centro en tanto que Mayor de Milicias), compuesta por tres carros de combate y algunos vehículos ligeros (11 semiorugas y 4 vehículos), con nombres de batallas como Madrid, Brunete, Guadalajara, Guernica, Ebro, Teruel, en recuerdo y homenaje a la participación de todos ellos en la guerra civil española, precedía audazmente al grueso de la División, entrando en París por la Puerta de Italia para acudir a reforzar a los miembros de las Fuerzas Francesas del Interior (FFI) ante el edificio del Ayuntamiento de París, el 24 de agosto a las 21:22, a pesar de que en la ciudad seguía habiendo una guarnición alemana compuesta por entre 16 000 y 20 000 hombres.
La población de París, en las calles, cantaba «La Marsellesa», a la vez que repicaban las campanas de las iglesias de la ciudad.

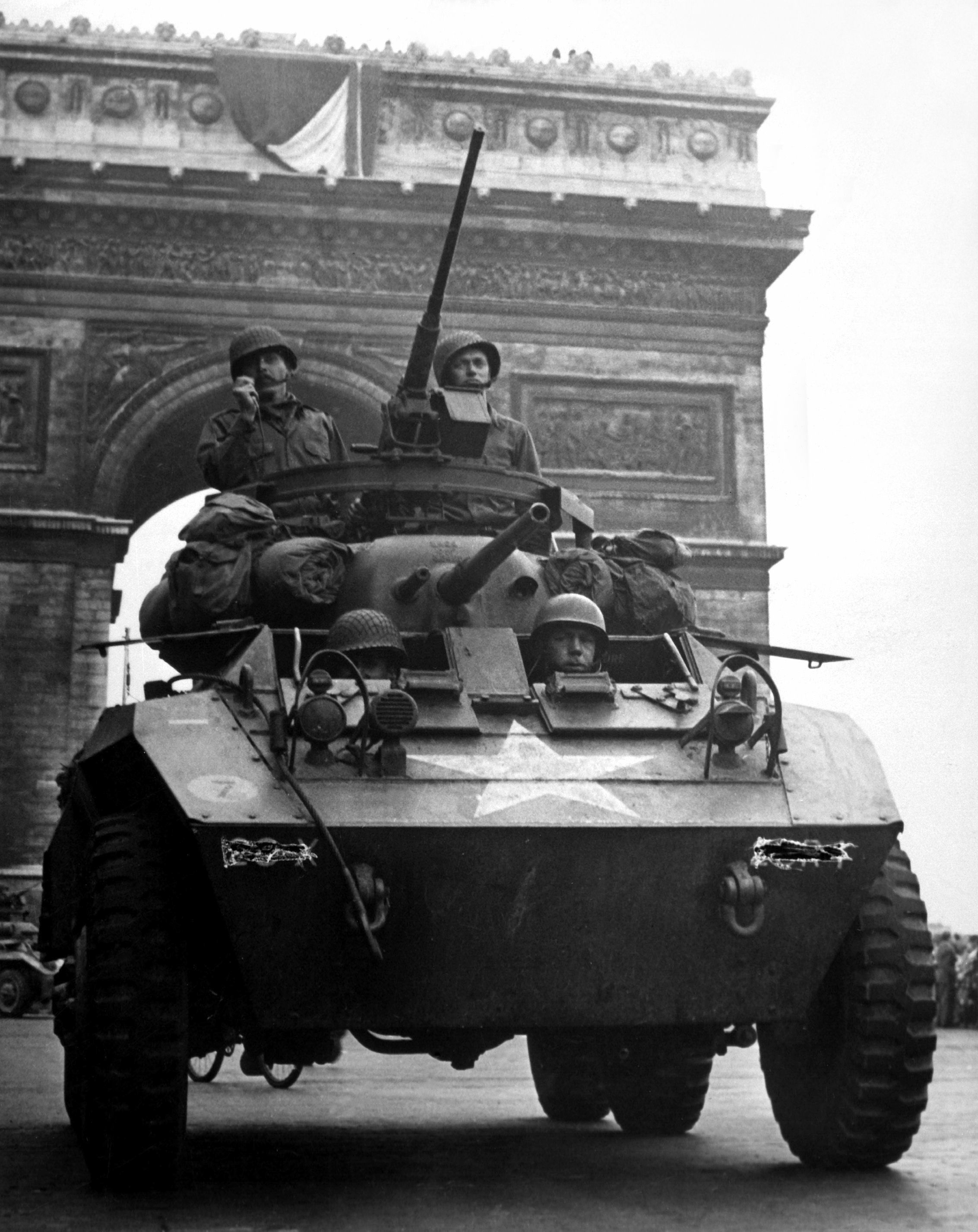
Automóvil blindado M8 Greyhound de los Aliados en París, bajo el Arco del Triunfo.

Tras llegar al Ayuntamiento, Amado Granell fue entrevistado por la Radio de París, se entrevistó igualmente con la Resistencia francesa, con Georges Bidault, presidente del Conseil National de la Résistance (CNR) y futuro presidente de la República Francesa (quien había convertido el Ayuntamiento en cuartel general de la insurrección) y con el coronel Rol, antiguo miembro de las Brigadas Internacionales que había luchado en la guerra civil española. Una fotografía de los tres encabezaba la edición del 25 de agosto del diario Libération, con el titular, en letras gruesas, de ILS SONT ARRIVÉS! (ya han llegado). También habló con el resto de miembros de la Resistencia parisina: Daniel Mayer, Joseph Laniel, Georges Marrane y Léo Hamon.
Un periodista francés, Pierre Crenessé, que entrevistaba en directo para la radio clandestina en el Ayuntamiento a uno de los soldados franceses llegados a la ciudad, al introducir en la entradilla de la entrevista a un «francés de pura cepa, venido de muy lejos para liberar la madre Patria», se oyó responder: «Señor, soy español», directamente en castellano.
La 4.ª División de Infantería estadounidense, por su parte, entró por la puerta de Italia el 25 de agosto de 1944.
Guiados por los miembros de la Resistencia francesa de París, arracimados en los vehículos o conduciendo motocicletas, las tropas de los Aliados alcanzaron la calle Rivoli a pesar de seguir manteniendo serios enfrentamientos por toda la ciudad con soldados alemanes que rechazaban la rendición y con hombres de las Waffen SS. Los carros de combate franceses destruyeron algunos carros alemanes, así como a diversas columnas motorizadas, con intercambio de disparos de artillería de los tanques en plena ciudad, intensificados a la noche, incluyendo un intento alemán de contraataque, con autoametralladoras y carros de combate.
El Estado Mayor alemán fue hecho prisionero el mismo día 25 por los españoles con uniforme francés Francisco Sánchez —sevillano—, el aragonés Antonio Navarro y Antonio Gutiérrez, que se hallaban a las órdenes de Amado Granell, incluyéndose entre los prisioneros al general Dietrich von Choltitz; este último se entregó al extremeño Antonio Gutiérrez. Al parecer, von Choltitz se negaba a rendirse a un soldado sin galones de oficial y que le dijo por toda presentación: Soy español. Tras la captura de Choltitz, este fue trasladado al Ayuntamiento entre una muchedumbre enfervorizada, protegido por los españoles. La firma oficial de la rendición de la guarnición alemana de París tuvo lugar en la estación de Montparnasse en la tarde del día 25 de agosto. No obstante, todavía prosiguieron combates esporádicos en diversos lugares, especialmente con miembros de unidades de las SS que rechazaban estar obligados a acatar la capitulación firmada por von Choltitz y que además amenazaban con fusilar a los oficiales «traidores» de la Wehrmacht que les ordenaban rendirse. En estos combates tuvieron participación los hombres de La Nueve, junto con exiliados españoles, recibiendo el apoyo de los carros de combate estadounidenses.
Ese mismo día 25 de agosto, el general Charles de Gaulle, jefe del Gobierno provisional de la República francesa, llegó al Ministerio de la Guerra, en la calle de Saint-Dominique, y más tarde al Ayuntamiento, donde pronunció un discurso a la población de la ciudad una de cuyas frases ha alcanzado la celebridad («Paris outragée,...,», París ultrajada…):

¡París ultrajada! ¡París destrozada! ¡París martirizada! Pero París ha sido liberada, liberada por ella misma, liberada por su pueblo, con la colaboración de los ejércitos de Francia, con el apoyo y la colaboración de toda Francia, de una Francia que lucha, de la única Francia, de la verdadera Francia, de la Francia eterna.

Al día siguiente, 26 de agosto, se organizó un desfile de la Victoria por los Campos Elíseos. La muchedumbre entusiasmada saludaba a los soldados estadounidenses y a los de Leclerc, aunque el general estadounidense Gerow prohibió la participación en el desfile de la 2.ª División Blindada, todavía molesto por la desobediencia de Leclerc. De Gaulle quiso asegurarse el papel principal, dejando en un segundo plano a los miembros de la Resistencia en la ciudad. En primer lugar, acudió con los hombres de «La Nueve», que se convirtieron en su escolta en esos días en París, a rendir un homenaje en la tumba del soldado desconocido. El desfile posterior estaba encabezado por La Nueve, con Amado Granell al frente. Además, una bandera de la Segunda República Española atravesaba la avenida de los Campos Elíseos.

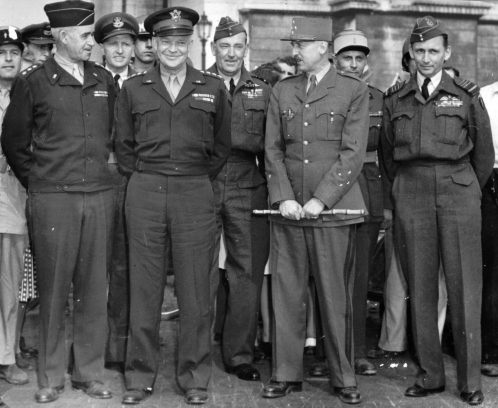
El Alto Mando Aliado en París, con Dwight D. Eisenhower y Marie-Pierre Koenig.

La ceremonia de acción de gracias en la catedral de Nuestra Señora de París quedó perturbada por un intercambio de disparos, ya que los resistentes creyeron haber entrevisto a tiradores emboscados en la catedral. La población se protegió en la calle tras los vehículos de la 2.ª División Blindada. Sin embargo, de Gaulle siguió imperturbable, caminando por la calle o moviéndose en el interior de la catedral.
Un oficial del Servicio de Inteligencia británico, Malcolm Muggeridge, describe así el incidente:

El efecto fue fantástico. Quienes componían la numerosa congregación, de pie minutos antes, se lanzaron de bruces al suelo, con la sola excepción de una figura solitaria, semejante a un gigante recoleto. Se trataba, claro está, de de Gaulle. Desde entonces, así fue como lo vi en todo momento: altísimo y solo, con los demás postrados ante él.

Finalmente, el 25 de agosto la Luftwaffe lanzó un ataque aéreo de represalia contra la ciudad, aunque solo causó daños graves en un hospital y en un almacén de licores.
Como recapitulación, Amado Granell comentaba:

Nos costó más trabajo vencer la admiración de los parisienses que la resistencia alemana.

Se calcula aproximadamente en unos 1500 hombres el número de bajas entre la Resistencia francesa y los civiles caídos en las luchas por la liberación de la ciudad, mientras que las pérdidas de los alemanes fueron de unos 3200 muertos en los combates y 12 800 prisioneros. Secundino Serrano, citando a Claude Chambard, indica que los Aliados sufrieron 1062 muertos (532 de las FFI, 130 de la 2.ª DB y 400 paisanos) junto con 7024 heridos (1005 de las FFI, 310 de la 2.ª DB y 5700 paisanos. Los alemanes, 2788 muertos, 4911 heridos y 11 000 prisioneros. Robert Aron da para los FFI 901 muertos y 155 heridos; 582 muertos y 2012 heridos para los civiles, junto con 2788 muertos y 4911 heridos para los alemanes.
Además de varios españoles anónimos, en una escaramuza en la Plaza de la Concordia murió José Barón Carreño, Robert, uno de los líderes de la dirección del Partido Comunista de España en París.

## Importantes consecuencias políticas
La Liberación de París, efectuada por iniciativa del gobierno provisional francés, además de evitar a París el riesgo de correr la misma suerte que Varsovia (donde los rebeldes polacos del Armia Krajowa no recibieron ayuda militar soviética y fueron vencidos por los nazis, algo que atemorizaba a los franceses), ahorraba a Francia la humillación que le habría supuesto un Gobierno militar conjunto aliado como salida de la ocupación alemana, y tal vez una constitución política ajena a su sistema político tradicional y más cercana a los puntos de vista anglosajones y estadounidenses. En palabras de Secundino Serrano:

... desde un punto de vista simbólico fue definitivo: permitió a los franceses pasar de colaboradores de los nazis a auxiliares de los Aliados.

Fue debido a los espontáneos alzamientos populares en París, así como a la sublevación de los maquis comunistas del Lemosín o a los de Bretaña (regiones que se liberaron a sí mismas del ocupante a pesar de una feroz represión) y de actuaciones como la del Maquis del Vercors (aplastado sin contemplaciones por la Wehrmacht en una dura batalla con intervención de la Luftwaffe), acciones en las que tuvo destacada participación el Exilio republicano español, que el Gobierno de la Francia Libre logró obtener la fuerza y el prestigio necesarios como para poder afirmarse en calidad de representante de la propia República francesa y sus instituciones, como el propio Gobierno provisional que se había formado el 3 de junio de 1944, justo antes del desembarco de los Aliados, y que dirigió al país hasta octubre de 1946, evitando que la administración del país quedase a cargo de un gobierno militar extranjero.
Por decreto de 25 de marzo de 1945, la ciudad de París fue condecorada con la cruz de la Orden de la Liberación.
Alfonso Fiscowich, cónsul general en París del gobierno de Francisco Franco, remitió el 18 de septiembre una explicación de los hechos al Gobierno franquista:

En el abigarrado desfile de las tropas que seguían al general De Gaulle en su entrada oficial en París, observó el público con sorpresa las banderas republicanas españolas que adornaban algunos de los tanques que formaban el cortejo. El más curioso o avispado pudo también satisfacer su curiosidad o completar su conocimiento leyendo los nombres con los que habían sido bautizados dichos carromatos evocadores de hechos o batallas de la guerra civil de España, e impuestos en los mismos por sus tripulantes, españoles enganchados en África y recogidos en Francia conforme avanzaban por la metrópoli las tropas desembarcadas el general Leclerc.

En los días siguientes, el Gobierno franquista presentó una protesta diplomática por estos hechos ante el Gobierno francés, que fue ignorada.

## En la cultura popular
La Libération de Paris  ("La liberación de París"), cuyo título original era L'Insurrection Nationale inséparable de la Libération Nationale ("La insurrección nacional inseparable de la Liberación nacional"), fue un corto documental de 30 minutos filmado en secreto entre el 16 y el 27 de agosto por la Resistencia francesa. Se estrenó en los cines franceses el 1 de septiembre de 1944.
En 1964, Dominique Lapierre y Larry Collins publican la novela ¿Arde París?, basada en investigaciones y documentos históricos. Ante el éxito de la novela, en 1966 se estrena su adaptación al cine, ¿Arde París?, una superproducción franco-estadounidense de gran presupuesto dirigida por René Clément.

### Material postal

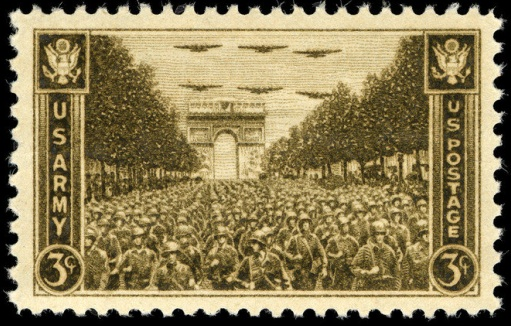
Sello de tres centavos que representa el Arco de Triunfo en París, con soldados del ejército de los EE. UU. Y un sobrevuelo de la Fuerza Aérea del Ejército de los EE. UU.

El 8 de septiembre de 1945, la Oficina de Correos de Estados Unidos emitió una estampilla de tres centavos para conmemorar la liberación de París de los alemanes. Las portadas del primer día se ilustraron con imágenes del Puente Ludendorff que ilustran su  captura.

### Otros medios
- La Liberación de París es una misión jugable en los videojuegos  Medal of Honor: Underground  (2000) y  Call of Duty: WWII  (2017) .

## El papel de los españoles
La historiografía francesa, seguida por la mayor parte de los historiadores, siempre había eludido tratar el tema de la participación de los exiliados republicanos españoles refugiados de la guerra civil española, hasta que en 2004 la Alcaldía de París rindió público homenaje a dicha participación, incluyendo la colocación de una placa en su recuerdo.
La placa se encuentra en un muro junto al río Sena, en el Quai Henri IV, y fue inaugurada el 24 de agosto del 2004 por Bertrand Delanoë, alcalde de París, en presencia de Javier Rojo, presidente del Senado de España y de una delegación de políticos españoles que posteriormente rindió homenaje a los supervivientes españoles de la Liberación de París.
También se bautizó una vía de la Liberación con el recorrido seguido por La Nueve.
En 2015 el rey Felipe VI de España inauguró el jardín adyacente al Ayuntamiento de París, renombrado como «Jardín de los combatientes de La Nueve».
Asimismo fue destacada la presencia de republicanos españoles en la Resistencia de París. Charles Tillon, resistente parisino que luego fue destacado político y ministro francés, la calcula en unos 4000 españoles. Secundino Serrano, sin embargo, recoge estimaciones actuales más reducidas, del orden de unos 500 republicanos en la Resistencia parisina.